# Normanella minuta
Normanella minuta är en kräftdjursart som först beskrevs av Boeck 1872.  Normanella minuta ingår i släktet Normanella och familjen Normanellidae. Arten är reproducerande i Sverige. Inga underarter finns listade i Catalogue of Life.